# Július Satinský
Július Satinský (Bratislava, 20 d'agost de 1941 - Ib., 29 de desembre de 2002) va ser un actor, showman, còmic i escriptor eslovac.
Va estudiar arts escèniques a l'Acadèmia de la Música i les Arts Escèniques de Bratislava. Va començar a actuar amb Milan Lasica el 1959, amb qui formava un duo còmic. Actuaven en el teatre Divadlo na Korze fins al final dels anys 1960. El duo va ser prohibit a la regió eslovaca de Txecoslovàquia i van començar actuar el la ciutat txeca de Brno.
Entre 1972 i 1978, Satinský va ser membre d'un conjunt musical i entre 1978 i 1980 de les companyies escèniques dels teatres Nová scéna i Korzo 90 a Bratislava. El 1982, se'ls va permetre actuar de nou junts i es van establir al teatre Štúdio S, del que Lasica n'era director.
Satinský no era només conegut com a actor, sinó també per les seves intervencions en ràdio i televisió, en les quals discutia sobre la democràcia i la societat civil. També se li coneix per la publicació de les memòries de la seva infància i els seus anys d'estudiant a Bratislava i pels seus pamflets.
El gener de 2002, va rebre el premi estatal Cruz Pribina de Primera Classe per les seves contribucions a l'art eslovac i la seva defensa a la societat civil.

## Obres destacades
Sketches:
- Veučery pre dvoch (Tardes per a dues)
- Soiré
- Nikto nie je za dverami (Ningú està darrere de la porta)

Pel·lícules:
- S tebou mě baví svět (Gaudeixo del món amb tu)
- Vesničko má středisková (El meu poblet)
- Utekajme, ož ide [a film in Slovak] (Correm, s'apropa)

Pamflets humorístics
- Moji milí Slováci (Els meus benvolguts eslovacs, 1992)